# Phytomyza franzi
Phytomyza franzi är en tvåvingeart som beskrevs av Erich Martin Hering 1944. Phytomyza franzi ingår i släktet Phytomyza och familjen minerarflugor.
Artens utbredningsområde är Österrike. Inga underarter finns listade i Catalogue of Life.